# Grammia falloui
Grammia falloui är en fjärilsart som beskrevs av Jourh. 1866. Grammia falloui ingår i släktet Grammia och familjen björnspinnare. Inga underarter finns listade i Catalogue of Life.